# Matti Rantanen
Matti Rantanen (ur. 13 lutego 1981) – fiński kierowca rajdowy. Ma za sobą starty w Mistrzostwach Świata.
W 2005 roku Rantanen zadebiutował w Rajdowych Mistrzostwach Świata. Pilotowany przez Jana Lönegrena i jadący Hondą Civic Type-R zajął wówczas 31. miejsce w Rajdzie Finlandii. Następnie co roku startował w Rajdzie Finlandii. W 2006 roku był 21., a w 2007 roku jadąc Mitsubishi Lancerem Evo 8 nie ukończył go. W 2008 roku zdobył pierwsze 2 punkty w karierze zdobył pierwsze 2 punkty w karierze w klasyfikacji generalnej Mistrzostw Świata, gdy był 7. w Rajdzie Finlandii. Z kolei w 2009 roku wystartował w tym rajdzie Fordem Focusem WRC reprezentując zespół Munchi's Ford World Rally Team. Zajął wówczas 5. miejsce w klasyfikacji generalnej  i zdobył 4 punkty w MŚ.
Swój debiut rajdowy Rantanen zaliczył w 2003 roku w wieku 22 lat. Najpierw startował w Mistrzostwach Finlandii Juniorów, a następnie w mistrzostwach kraju. Z kolei w 2009 roku jadąc Renaultem Clio S1600 uczestniczył w Mistrzostwach Wielkiej Brytanii.

## Występy w mistrzostwach świata
| Sezon | Zespół                         | Samochód                                              | 1        | 2        | 3          | 4             | 5             | 6          | 7             | 8      | 9         | 10              | 11            | 12              | 13              | 14        | 15              | 16              | Punkty | Miejsce |
| ----- | ------------------------------ | ----------------------------------------------------- | -------- | -------- | ---------- | ------------- | ------------- | ---------- | ------------- | ------ | --------- | --------------- | ------------- | --------------- | --------------- | --------- | --------------- | --------------- | ------ | ------- |
| 2005  | Matti Rantanen                 | Honda Civic Type-R                                    | Monako   | Szwecja  | Meksyk     | Nowa Zelandia | Włochy        | Cypr       | Turcja        | Grecja | Argentyna | 31              | Niemcy        | Wielka Brytania | Japonia         | Francja   | Hiszpania       | Australia       | 0      | -       |
| 2006  | Matti Rantanen                 | Honda Civic Type-R                                    | Monako   | Szwecja  | Meksyk     | Hiszpania     | Francja       | Argentyna  | Włochy        | Grecja | Niemcy    | 21              | Japonia       | Cypr            | Turcja          | Australia | Nowa Zelandia   | Wielka Brytania | 0      | -       |
| 2007  | Matti Rantanen                 | Mitsubishi Lancer Evo 8                               | Monako   | Szwecja  | Norwegia   | Meksyk        | Portugalia    | Argentyna  | Włochy        | Grecja | NU        | Niemcy          | Nowa Zelandia | Hiszpania       | Francja         | Japonia   | Irlandia        | Wielka Brytania | 0      | -       |
| 2008  | Matti Rantanen                 | Ford Focus WRC                                        | Monako   | Szwecja  | Meksyk     | Argentyna     | Jordania      | Włochy     | Grecja        | Turcja | 7         | Niemcy          | Nowa Zelandia | Hiszpania       | Francja         | Japonia   | Wielka Brytania |                 | 2      | 17.     |
| 2009  | Munchi's Ford World Rally Team | Ford Focus WRC                                        | Irlandia | Norwegia | Cypr       | Portugalia    | Argentyna     | Włochy     | Grecja        | Polska | 5         | Australia       | Hiszpania     | Wielka Brytania |                 |           |                 |                 | 4      | 15.     |
| 2010  | Matti Rantanen                 | Škoda Fabia S2000                                     | Szwecja  | Meksyk   | Jordania   | Turcja        | Nowa Zelandia | Portugalia | Bułgaria      | NU     | Niemcy    | Japonia         | Francja       | Hiszpania       | Wielka Brytania |           |                 |                 |        |         |
| 2011  | Matti Rantanen                 | Mitsubishi Lancer Evo X R4 Mini John Cooper Works WRC | Szwecja  | Meksyk   | Portugalia | Jordania      | NU            | Argentyna  | Grecja        | NU     | Niemcy    | Australia       | Francja       | Hiszpania       | Wielka Brytania |           |                 |                 |        |         |
| 2012  | Matti Rantanen                 | Ford Fiesta RS WRC                                    | Monako   | Szwecja  | Meksyk     | Portugalia    | Argentyna     | Grecja     | Nowa Zelandia | 7      | Niemcy    | Wielka Brytania | Francja       | Włochy          | Hiszpania       |           |                 |                 | 6      | 23.     |